# Ping (blogging)
En los blogs, hacer ping es un mecanismo de mención XML-RPC basado en un blog, por el que notifica a un servidor que su contenido se ha actualizado. El blog lanza una señal de XML-RPC que se envía a uno o más servidores de ping, que a su vez puede generar una lista de blogs que tienen nuevo material. La tecnología se introdujo por primera vez por Dave Winer de Weblogs.com en octubre de 2001. 
Hoy en día , la mayoría de las herramientas de creación de blogs automatizan el proceso de hacer ping en uno o más servidores cada vez que el blogger crea un post nuevo o realiza una actualización.
Si el sitio web no tiene implementado un mecanismo automático de envío de Ping, el titular de la web puede entonces hacer un envío manual, a través de servicios concebidos por diferentes páginas. Este aviso de actualización puede ser realizado tanto a un sitio como a muchos a la vez. ¿Donde hacer Ping?
Wordpress y otros CMS tienen en su panel de administración una opción que permite configurar diferentes servicios para hacer ping automáticamente.